# 지리통계학
지리통계학(Geostatistics)은 공간적 또는 시공간적 데이터 세트에 초점을 맞춘 통계학의 한 분야이다. 원래 채광 작업을 위한 광석 등급의 확률 분포를 예측하기 위해 개발되었으며 현재 석유지질학, 수문지질학, 수문학, 기상학, 해양학, 지구화학, 지구금속학, 지리학, 임업, 환경 제어, 경관생태학, 토양학 및 해양학, 농업(특히 정밀 농업)을 비롯한 다양한 분야에 적용되고 있다. 지리통계학은 지리의 다양한 분야, 특히 질병 확산(역학), 상업 및 군사 계획 실행(물류), 효율적인 공간 네트워크 개발과 관련된 분야에 적용된다. 지리통계 알고리즘은 지리 정보 시스템(GIS)을 비롯한 여러 곳에 통합되어 있다.

## 같이 보기
- 스플라인 보간법
- 측지학
- 지리정보과학
- 지리 정보 시스템
- 원격탐사